# Летісія
Летісія (ісп. Leticia) — місто, розташоване на півдні Колумбії, засноване в 1867 році. Столиця департаменту Амасонас. Важливу частину в економіці міста займає комерційний зв'язок з Бразилією через його положення як прикордонного міста на річці Амазонка.

## Географія

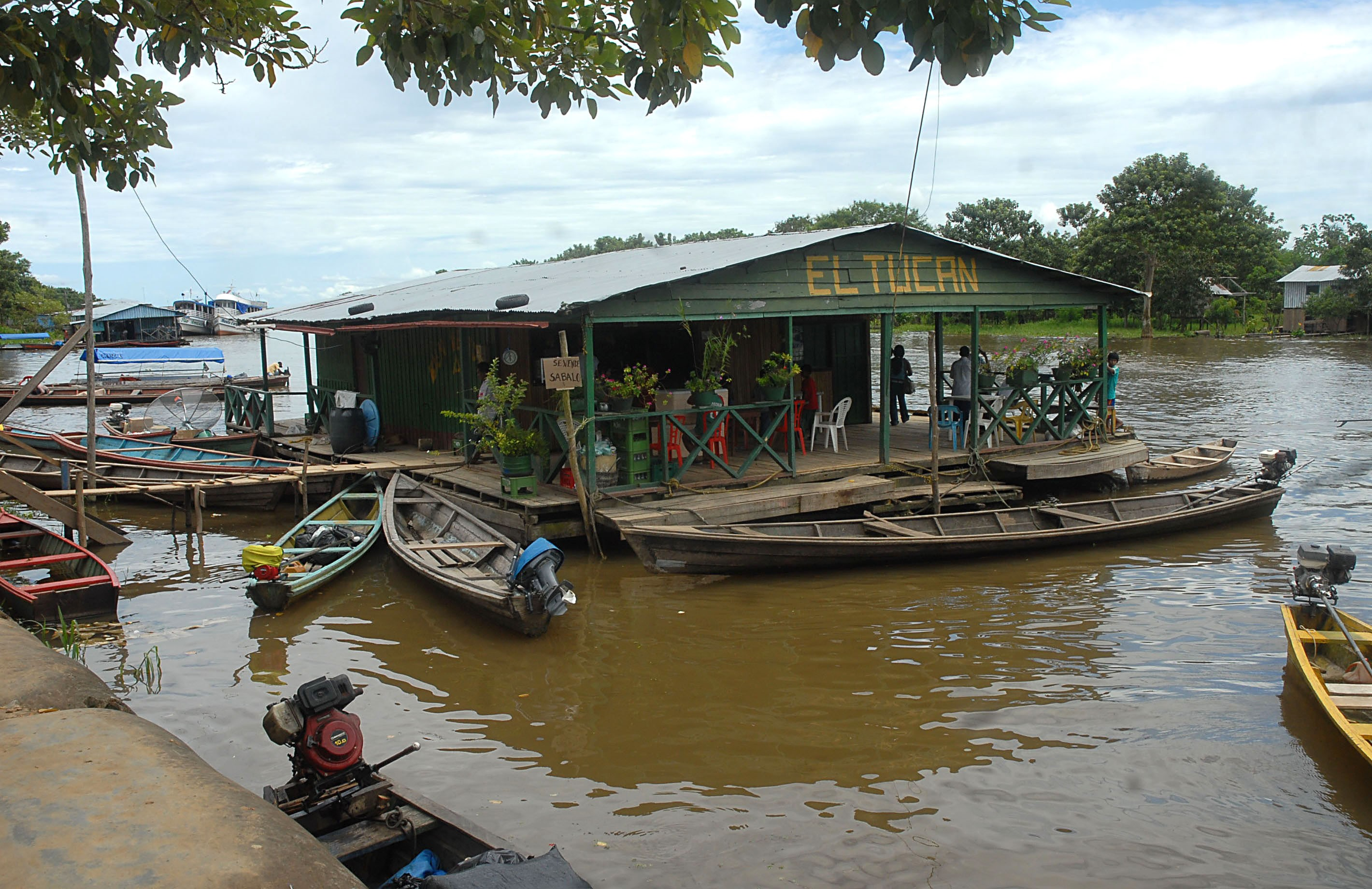

Летісія — найпівденніша точка країни. Розташована впритул до прикордонного стику Трес-Фронтерас. Межує з Бразилією (містом Табатінга) і Перу (з населеним пунктом Санта-Роса-де-Яварі, по річці).

### Клімат
Місто знаходиться у зоні, котра характеризується вологим тропічним кліматом. Найтепліший місяць — березень із середньою температурою 25.6 °C (78 °F). Найхолодніший місяць — липень, із середньою температурою 23.9 °С (75 °F).
| Клімат Летісії          | Клімат Летісії | Клімат Летісії | Клімат Летісії | Клімат Летісії | Клімат Летісії | Клімат Летісії | Клімат Летісії | Клімат Летісії | Клімат Летісії | Клімат Летісії | Клімат Летісії | Клімат Летісії | Клімат Летісії |
| Показник                | Січ.           | Лют.           | Бер.           | Квіт.          | Трав.          | Черв.          | Лип.           | Серп.          | Вер.           | Жовт.          | Лист.          | Груд.          | Рік            |
| Середній максимум, °C   | 31,1           | 31,1           | 31,1           | 31,1           | 30             | 30             | 30             | 31,1           | 32,2           | 32,2           | 32,2           | 31,1           | 31,1           |
| Середня температура, °C | 25             | 25             | 26             | 25             | 25             | 25             | 24             | 25             | 25             | 26             | 26             | 25             | 25             |
| Середній мінімум, °C    | 22,8           | 22,8           | 22,8           | 22,8           | 22,8           | 22,2           | 22,2           | 22,2           | 22,2           | 22,8           | 22,8           | 22,8           | 22,6           |
| Норма опадів, мм        | 368            | 313            | 351            | 329            | 291            | 203            | 136            | 172            | 231            | 259            | 286            | 314            | 3253           |
| Днів з опадами          | 19             | 17             | 19             | 18             | 18             | 14             | 11             | 10             | 12             | 15             | 16             | 17             | 186            |
| Вологість повітря, %    | 85             | 85             | 90             | 90             | 90             | 85             | 85             | 85             | 85             | 85             | 85             | 85             | 86.3           |
| ----------------------- | -------------- | -------------- | -------------- | -------------- | -------------- | -------------- | -------------- | -------------- | -------------- | -------------- | -------------- | -------------- | -------------- |
| Джерело: Weatherbase    |                |                |                |                |                |                |                |                |                |                |                |                |                |

## Економіка
Через тісні зв'язки з бразильським містом Табатінга економіка обох міст сильно пов'язана, в будь-якому магазині можна розрахуватися як колумбійським песо, так і бразильським реалом; населення в основному послуговується портуньолом.
Незважаючи на те що регіон відомий як прикордонний стик трьох держав, відносини з Перу мінімальні. Летісія і Табатінга пов'язані спільною вулицею, відомою як Міжнародний проспект в Колумбії і Авеніда да Амізаде на Бразильському боці. Проїзд безкоштовний, немає необхідності в паспорті або іншому документі. Кордон закритий тільки на час виборів (колумбійських або бразильських). У Перу ж потрапити складніше: прохід річцою до Санта-Роса-де-Яварі займає близько 10 хвилин, тому сполучення по цьому напрямку складніше.

## Населення
Летісія і Табатінга фактично утворюють єдине місто або агломерацію, з населенням трохи більше 100 000 жителів.

## Транспорт
У місті розташований Міжнародний аеропорт імені Альфредо Васкеса Кобо, а також філія Національного Університету Колумбії.
Місто ефективно розвивається незважаючи на те, що знаходиться далеко від основних міських центрів країни і не має дорожнього сполучення з ними.